# Walter Scheel
Walter Scheel (Solingen, Pruisen, 8 juli 1919 – Bad Krozingen, Baden-Württemberg, 24 augustus 2016) was een Duits politicus van de Freie Demokratische Partei (FDP) en de 4e bondspresident van Duitsland van 1974 tot 1979 en waarnemend bondskanselier van Duitsland in 1974. Scheel was bondsminister voor Economische Betrekkingen van 1961 tot 1966 en vicekanselier en bondsminister van Buitenlandse Zaken van 1969 tot 1974 onder bondskanselier Willy Brandt. Hij was de partijleider van de FDP van 1968 tot 1974.
Na het behalen van zijn middelbare school in Solingen studeerde hij af als bankbediende. Scheel diende van 3 september 1939 tot 1 mei 1945 in de Luftwaffe als een Oberleutnant (Eerste luitenant), eerst als een radaroperator voor het Nachtjagdgeschwader 1 daarna als adjudant van vliegende aas Martin Drewes, voor zijn diensten ontving hij de zowel een IJzeren Kruis eerste klasse en tweede klasse. Gedurende enkele jaren was Scheel lid van de NSDAP. Na de oorlog werkte hij als algemeen directeur in de industriesector en als werkgeversbestuurder. Daarna werkte hij als zelfstandig bedrijfsadviseur in Düsseldorf.

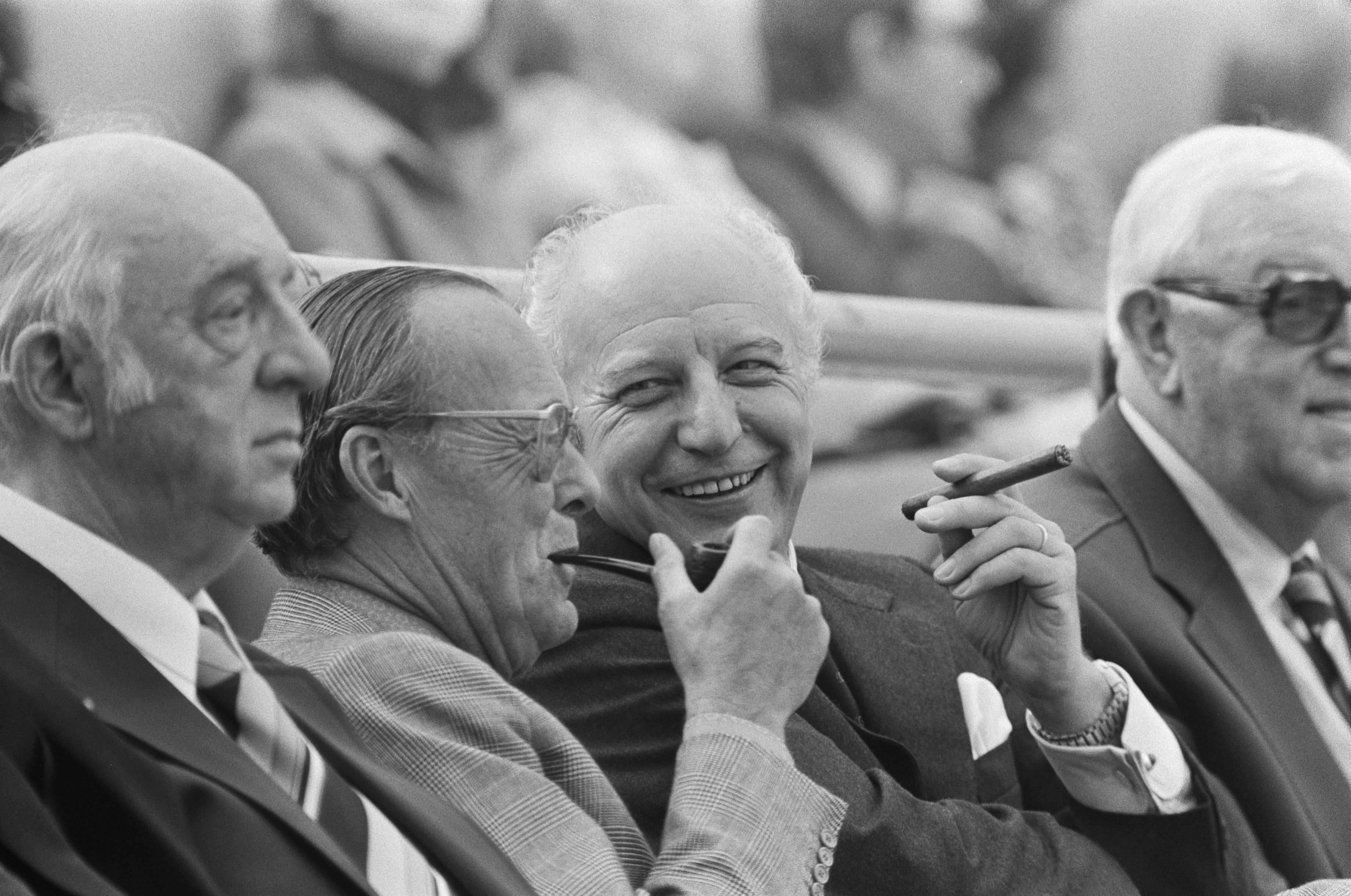
Prins Bernhard en bondspresident Walter Scheel tijdens de WK finale van 1974 in het Olympiastadion in München op 7 juli 1974.

In 1946 trad Scheel toe tot de liberale FDP en werd datzelfde jaar verkozen in de gemeenteraad van Solingen. Van 1953 tot 1974 was hij lid van de Bondsdag. Van 1961 tot 1966 was hij minister voor economische samenwerking en ontwikkeling in de regeringen van Konrad Adenauer en Ludwig Erhard. De liberalen waren tot 1966 de coalitiepartner geweest van de CDU/CSU, maar na het aantreden van de Grote Coalitie belandden ze in de oppositie. Scheel volgde in 1968 Erich Mende op als leider van de FDP. Onder zijn leiding koos de partij voor vernieuwing en een meer links-liberale koers, onder de leuze "Wij gaan alle oude haarvlechten afknippen".
Scheel steunde in 1969 de kandidatuur van de sociaaldemocraat Gustav Heinemann voor het presidentschap en later dat jaar werd hij vicekanselier en minister van buitenlandse zaken in de SPD-FDP-regering van Willy Brandt. Net als Brandt was hij een voorstander van een toenadering tot de communistische landen in Oost-Europa. In 1974 werd Walter Scheel de vierde bondspresident van de Bondsrepubliek. In 1979 werd hij opgevolgd door Karl Carstens (CDU). Sindsdien was Scheel officieel met pensioen.
Scheel was de voorzitter van de Bilderbergconferentie van 1981 tot 1985.
- Bibsys: 99025344
- Bibliothèque nationale de France: cb12283390s (data)
- Gemeinsame Normdatei: 118606751
- International Standard Name Identifier: 0000 0001 0884 9701
- Library of Congress Control Number: n50021613
- MusicBrainz: afa126cb-a994-430b-8ae4-efbb410012a5
- National Archives and Records Administration: 10582209
- Bibliotheek van het Japanse parlement: 00621441
- Nationale Bibliotheek van Tsjechië: uk2012690999
- Nationale Bibliotheek van Israël: 987007463441905171
- Nationale Bibliotheek van Polen: a0000002925044
- Nationale en Universitaire bibliotheek Zagreb: 000014555
- Nederlandse Thesaurus van Auteursnamen: 069827729
- SNAC: w6df8tv6
- Système universitaire de documentation: 031660886
- Virtual International Authority File: 32059330
- WorldCat: E39PBJrRfXhw8dVMBC7VYBp9Dq

Adenauer (1949–1963) ·
Erhard (1963–1966) ·
Kiesinger (1966–1969) ·
Brandt (1969–1974) ·
Scheel (1974) ·
Schmidt (1974–1982) · 
Kohl (1982–1998) ·
Schröder (1998–2005) ·
Merkel (2005–2021) ·
Scholz (2021–heden)